# Wuhu Air Base
Wuhu Air Base är en flygplats i Kina. Den ligger i provinsen Anhui, i den östra delen av landet, omkring 120 kilometer sydost om provinshuvudstaden Hefei.
Runt Wuhu Air Base är det tätbefolkat, med 511 invånare per kvadratkilometer. Närmaste större samhälle är Guandou, 1,7 km sydväst om Wuhu Air Base. Trakten runt Wuhu Air Base består till största delen av jordbruksmark.
Genomsnittlig årsnederbörd är 1 515 millimeter. Den regnigaste månaden är juli, med i genomsnitt 236 mm nederbörd, och den torraste är januari, med 49 mm nederbörd.